# Campeonato Amazonense de Futebol de 2012
O Campeonato Amazonense de Futebol de 2012, realizado no mesmo ano, e teve inicio no dia 28 de janeiro terminando no dia 19 de maio, foi a 96ª edição do torneio. Usou a mesma fórmula de disputa de 2011, sendo que a primeira vez foi na edição de 2004. Nessa edição, o campeonato contou com o número de 10 participantes e teve como Campeão a equipe do Nacional.

## Equipes Participantes
| Equipe       | Cidade           | Em 2010      | Estádio                                        | Capacidade | Títulos             | Participações |
| CDC Manicoré | Manicoré         | 1º (Série B) | Estádio Flávia Blante de Oliveira "Bacurauzão" | 3,000      | 0 (não possui)      | 3°            |
| Fast Clube   | Manaus           | 3º (Série A) | Estádio Afonso Jacob de Souza "Afonsão"        | 3,000      | 6 (último em 1971)  | 75°           |
| Holanda      | Rio Preto da Eva | 3º (Série B) | Estádio Francisco Garcia "Chicão"              | 5,000      | 1 (último em 2008)  | 3°            |
| Iranduba     | Iranduba         | 2º (Série B) | Estádio Tenente Álvaro Maranhão                | 2,000      | 0 (não possui)      | 1°            |
| Nacional     | Manaus           | 2º (Série A) | Estádio do SESI                                | 5,000      | 40 (último em 2007) | 92°           |
| Operário     | Manacapuru       | 5° (Série A) | Estádio Gilberto Mestrinho "Gilbertão"         | 15,000     | 0 (não possui)      | 2°            |
| Penarol      | Itacoatiara      | 1º (Série A) | Floro de Mendonça                              | 2,710      | 2 (em 2011)         | 16°           |
| Princesa     | Manacapuru       | 7º (Série A) | Estádio Gilberto Mestrinho "Gilbertão"         | 15,000     | 0 (não possui)      | 20°           |
| Rio Negro    | Manaus           | 6° (Série A) | Estádio do SESI                                | 5,000      | 18 (último em 2001) | 76°           |
| São Raimundo | Manaus           | 4º (Série A) | Estádio da Colina                              | 1,000      | 7 (último em 2006)  | 51°           |

## Fórmula de disputa
O Estadual será disputado em duas fases. Tanto na  1ª quanto na 2ª fase  todos jogarão contra todos em turno único, sendo que nas duas fases, ocorrerá o cruzamento entre os 4 primeiros colocados (1º x 4º, 2º x 3º), para definir os vencedores de cada fase. Os vencedores das duas fases estarão garantidos na final do campeonato. Se um mesmo clube vencer os dois turnos será declarado o campeão de 2012. Em caso de campeões diferentes haverá a final em duas partidas. O campeão do estadual ganhará o direito de disputar a Série D 2013, Campeão do primeiro turno(ou subsequente) ficam com uma possivel vaga de desistente do Campeonato Brasileiro de Futebol de 2012 - Série D. O campeão e o vice ganharão o direito de disputar a Copa do Brasil 2013. Os dois clubes que ocuparem as duas ultimas posições(9º e 10º respectivamente) na classificação geral serão rebaixados à Serie B de 2013.

## Critérios de Desempate
Para o desempate entre duas ou mais equipes seguiu-se a ordem definida abaixo:
- 1º - Número de vitórias.
- 2º - Saldo de gols.
- 3º - Gols feitos.
- 4º - Confronto direto.
- 5º - Sorteio.

## Televisão
Desde a edição de 2009, a TV A Crítica, afiliada a Rede Record no estado do Amazonas, transmite o campeonato para 40 municípios do estado do Amazonas e para o Brasil e o Mundo através do  satélite RC Sat.

## Desistências e Caso da Série B 2011
Na Série B de 2011 ocorreu o seguinte: CDC Manicoré campeão do Primeiro Turno e Grêmio Atlético Coariense conquistou o segundo e a competição, porém o Grêmio Coariense acabou sendo punido com afastamento de 2 anos pelo TJD local por irregularidades de um jogador, que acabou sendo banido do futebol profissional pela mesma entidade, com isso ocorreu:
- 1° Lugar e acesso: CDC Manicoré (Era o Vice-Campeão Geral).
- 2° Lugar e acesso: Iranduba (Era o 3° colocado na classificação geral).

Ao final da temporada brasileira de 2011 o América decidiu afastar-se do Campeonato por motivos financeiros decorrentes da participação na Série D de 2010, logo, no seu lugar, ingressou o Holanda.

## Taça Estado do Amazonas
| POS | Equipes              | PG | J | V | E | D | GP | GC | SG  |
| --- | -------------------- | -- | - | - | - | - | -- | -- | --- |
| 1.  | Penarol              | 21 | 9 | 6 | 3 | 0 | 14 | 6  | +8  |
| 2.  | Nacional             | 20 | 9 | 6 | 2 | 1 | 20 | 4  | +16 |
| 3.  | Fast Clube           | 18 | 9 | 6 | 0 | 3 | 20 | 8  | +12 |
| 4.  | Princesa do Solimões | 14 | 9 | 4 | 2 | 3 | 13 | 9  | +4  |
| 5.  | Holanda              | 12 | 9 | 4 | 0 | 5 | 16 | 14 | +2  |
| 6.  | CDC Manicoré         | 12 | 9 | 4 | 0 | 5 | 9  | 15 | -6  |
| 7.  | São Raimundo         | 11 | 9 | 3 | 2 | 4 | 11 | 14 | -3  |
| 8.  | Iranduba             | 10 | 9 | 3 | 1 | 5 | 10 | 15 | -5  |
| 9.  | Operário             | 7  | 9 | 2 | 1 | 6 | 15 | 26 | -11 |
| 10. | Rio Negro            | 4  | 9 | 1 | 1 | 7 | 4  | 21 | -17 |

.

### Semifinais
| 29 de fevereiro | Princesa do Solimões | 1 – 1 | Penarol      | Gilbertão, Manacapuru                               |
| 16:30           | Cacau 57'            |       | Fernando 17' | Público: 767 Árbitro: AM Edmar Campos da Encarnação |

| 29 de fevereiro | Fast Clube | 0 – 0 | Nacional | SESI, Manaus                                               |
| 21:00           |            |       |          | Público: 1,196 Árbitro: AM Antônio Carlos Pequeno Frutuoso |

.
| 3 de março | Penarol  | 1 – 1         | Princesa do Solimões | Floro de Mendonça, Itacoatiara                |
|            | Isac 58' | Pênaltis: 3x4 | Felipe 75'           | Público: 1,144 Árbitro: AM Celso Mota Resende |

| 3 de março | Nacional      | 1 – 0 | Fast Clube | SESI, Manaus                                  |
|            | Cristovão 76' |       |            | Público: 2,135 Árbitro: AM João Batista Cunha |

### Final
| 10 de março | Princesa do Solimões | 1 – 2 | Nacional          | Gilbertão, Manacapuru                                      |
| 15h00       | Renato 37'           |       | Garanha 49' ; 65' | Público: 2,471 Árbitro: AM Antônio Carlos Pequeno Frutuoso |

| 17 de março | Nacional | 0 – 1         | Princesa do Solimões | SESI, Manaus                                       |
| 15h00       |          | Pênaltis: 5x4 | Cacau 43'            | Público: 3,800 Árbitro: AM Edmar Campos Encarnação |

| Taça Estado do Amazonas de 2013  |
| -------------------------------- |
|                                  |
| Nacional-AM Campeão (18º título) |

## Taça Cidade de Manaus
| POS | Equipes              | PG | J | V | E | D | GP | GC | SG  |
| --- | -------------------- | -- | - | - | - | - | -- | -- | --- |
| 1.  | São Raimundo         | 17 | 9 | 5 | 2 | 2 | 18 | 9  | +9  |
| 2.  | Fast Clube           | 16 | 9 | 5 | 1 | 2 | 19 | 10 | +9  |
| 3.  | Rio Negro            | 16 | 9 | 5 | 1 | 3 | 17 | 16 | +1  |
| 4.  | Iranduba             | 16 | 9 | 4 | 4 | 1 | 17 | 12 | +5  |
| 5.  | Penarol              | 15 | 9 | 5 | 0 | 4 | 17 | 12 | +5  |
| 6.  | Holanda              | 13 | 9 | 4 | 1 | 4 | 12 | 12 | 0   |
| 7.  | Nacional             | 11 | 9 | 3 | 2 | 4 | 12 | 12 | 0   |
| 8.  | Princesa do Solimões | 10 | 9 | 3 | 1 | 5 | 12 | 19 | -7  |
| 9.  | Operário             | 8  | 9 | 2 | 2 | 5 | 5  | 12 | -7  |
| 10. | CDC Manicoré         | 5  | 9 | 1 | 2 | 6 | 9  | 22 | -13 |

### Semifinais
| 02 de maio | Iranduba | 0 – 0 | São Raimundo |  |
|            |          |       |              |  |

| 28 de abril | Rio Negro | 0 – 0 | Fast Clube |  |
|             |           |       |            |  |

.
| 09 de maio | São Raimundo | 1 – 3 | Iranduba |  |
|            |              |       |          |  |

| 06 de maio | Fast Clube | 0 – 0         | Rio Negro |  |
|            |            | Pênaltis: 3x1 |           |  |

### Final
| 12 de maio | Iranduba | 0 - 2 | Fast Clube                  | Estádio do SESI, Manaus                                 |
|            |          |       | João Gomes e Alexsandro B.A | Público: 1,014 Árbitro: Antonio Carlos Pequeno Frutuoso |

| 16 de maio | Fast Clube       | 2 – 0 | Iranduba | Estádio do SESI, Manaus                       |
|            | Joiner e Michell |       |          | Público: 1,152 Árbitro: Djalma Silva de Souza |

| Taça Cidade de Manaus de 2013  |
| ------------------------------ |
|                                |
| Fast Clube Campeão (1º título) |

## Final do Campeonato
| 19 de maio | Fast Clube           | 2 - 2 | Nacional | Estádio do SESI, Manaus                    |
| 16:00      | João Gomes e Lacraia |       | Leonardo | Público: 1,338 Árbitro: Wilson Luiz Seneme |

| 26 de maio | Nacional                | 2 - 1 | Fast Clube | Estádio do SESI, Manaus                      |
| 15:00      | Edvan 35' Alexandre 46' |       | Nando 76'  | Público: 3,896 Árbitro: Leandro Pedro Vuaden |

| Campeão Amazonense de 2012 |
| -------------------------- |
| Nacional (41° título)      |

## Artilharia
- 14 Gols - Leonardo (Nacional)
- 8 Gols - Michel Parintins (Fast)
- 7 Gols - Cacau (Princesa), Robemar (Operário) e Washington (São Raimundo)
- 6 Gols - Derlan (Iranduba), Joiner (Fast), Renato (Princesa)
- 5 Gols - Lacraia (Fast) e Pará (São Raimundo)
- 4 Gols - Dinho (Holanda), Fernando (Penarol), Maranhão (Rio Negro) e Sebastião (CDC Manicoré)
- 3 Gols - Charles (Nacional), Felipe (CDC Manicoré), Garanha (Nacional), Juan (Iranduba), Léo (Holanda) e Marinho (Penarol)
- 2 Gols - Claílson (São Raimundo), Cristovam (Nacional), Hugo Veloso (Nacional), Igor Gaúcho (São Raimundo), Isac (Penarol), Josimar (Rio Negro), Kitó (Penarol), Marinélson (Penarol), Nando (Fast), Nelysson (CDC Manicoré), Neto (Princesa), Neto Manacapuru (Princesa), Nilsão (Operário), Santiago (Nacional) e Toró (Operário)
- 1 Gol - Alexsandro B.A (Fast), Amaral (Nacional), Anderson Cristo (Penarol), André (Operário), Beiçola (CDC Manicoré), Bigu (Princesa), Cristovam (Nacional), Cristovão (Holanda), Delciney (Rio Negro), Dedimar (Holanda), Djalma (São Raimundo), Edvan (Nacional), Emerson (Fast), Fábio Bala (Penarol), Felipe (Princesa), Francilei (CDC Manicoré), Gaspar (Iranduba), Greg (Operário), Heleno (Holanda), Igor Cearense (Penarol), Israel (Iranduba), Ítalo (Holanda), Jairo "Neguinho" (CDC Manicoré), Johnny (Holanda), Juninho (Holanda), Juninho (Operário), Junior (Iranduba), Kaue (Princesa), Kelve (Fast), Léo (Princesa), Luiz Carlos (São Raimundo), Marco Antônio (Rio Negro), Mauricélio (São Raimundo), Maurício (Holanda), Max (Iranduba), Messi (Nacional), Messias (Holanda), Moisés (Holanda), Murilo (São Raimundo), Natan (Holanda), Neuran (Penarol), Nixon (Princesa), Paca (Rio Negro), Piá (Holanda), Ramon (Iranduba), Rai Manaus (Princesa), Ronnison (Operário), Sassá (CDC Manicoré), Tiago Costa (Nacional), Vidinha (Operário), Weverson (Holanda) e Willian (Holanda)

## Classificação Geral
Para esta classificação foram considerados apenas os pontos das fases regulares dos turnos, claro, que obedecendo a classificação da Final com Nacional em primeiro e Fast Clube em segundo.
| POS | Equipes                   | PG | J  | V  | E | D  | GP | GC | SG  |  |
| --- | ------------------------- | -- | -- | -- | - | -- | -- | -- | --- |  |
| 1.  | Nacional (Campeão)        | 31 | 18 | 9  | 4 | 5  | 32 | 16 | +16 |  |
| 2.  | Fast Clube (Vice-campeão) | 34 | 18 | 11 | 1 | 6  | 39 | 18 | +21 |  |
| 3.  | Penarol                   | 36 | 18 | 11 | 3 | 4  | 31 | 18 | +13 |  |
| 4.  | São Raimundo              | 28 | 18 | 8  | 4 | 6  | 29 | 23 | +6  |  |
| 5.  | Iranduba                  | 26 | 18 | 7  | 5 | 6  | 27 | 27 | 0   |  |
| 6.  | Holanda                   | 25 | 18 | 8  | 1 | 9  | 28 | 26 | +2  |  |
| 7.  | Princesa                  | 24 | 18 | 7  | 3 | 8  | 25 | 28 | -3  |  |
| 8.  | Rio Negro                 | 20 | 18 | 6  | 2 | 10 | 21 | 37 | -16 |  |
| 9.  | CDC Manicoré (Rebaixado)  | 17 | 18 | 5  | 2 | 11 | 18 | 37 | -19 |  |
| 10. | Operário (Rebaixado)      | 15 | 18 | 4  | 3 | 11 | 20 | 38 | -18 |  |